# سید مهدی یثربی
سید مهدی یثربی کاشانی (۱۳۰۴، کاشان - ۱۳۸۵، تهران) فرزند سید محمدرضا؛ مجتهد، اولین امام جمعه(به مدت ۲۷ سال) و نماینده ولی فقیه در کاشان، نماینده اصفهان در دو دوره نخست مجلس خبرگان و از شاگردان سید روح‌الله خمینی و حامیان وی در مبارزات بود. پدرش سید محمدرضا و برادرش سید علی یثربی کاشانی و پسرش سید محمد یثربی هر سه از مجتهدین کاشان به حساب می‌آیند.

## زندگی‌نامه
یثربی در روز عید غدیر سال ۱۳۰۴ خورشیدی (۱۳۴۳ ق) در محله پشت مشهد کاشان، دیده به جهان گشود. در سه سالگی پدر را از دست داد، پس از آن برادر بزرگش سید علی یثربی کاشانی کفالت وی را عهده داشت. در کاشان از برادر خود مقدمات و سطح علمی را آموخت و در سال ۱۳۲۸ش برای دروس عالی به قم مهاجرت کرد. وی بخشی از مباحث فقه و اصول بروجردی و محقق داماد را به رشته تحریر درآورد که به صورت مخطوط باقی است.
وی پس از درگذشت برادر خود سید علی (۱۳۷۹ قمری/ ۱۳۳۸ ش) به در خواست اهالی کاشان و به امر سیدحسین طباطبایی بروجردی برای اقامت دائمی به کاشان بازگشت و به جای برادر و پدرش که محور فعالیتهای دینی و اجتماعی منطقه بودند، نشست و نیز اداره مدارس علمیه و امامت مسجد حاج شعبانعلی پشت مشهدی را عهده‌دار شد.
سید مهدی یثربی به دنبال تشدید بیماری ریوی ناشی از مصدومیت شیمیایی هنگام حضور در جنگ در ۸ مهر ۱۳۸۵ در بیمارستان پارس تهران درگذشت.

## استادان
- استادان دروس سطح: برادرش سید علی یثربی کاشانی (۱۳۷۹ ق)، محمود نجفی تبریزی (۱۳۸۵ ق)
- استادان سطح عالی: سید محمدباقر سلطانی طباطبایی (۱۴۱۸ ق)، عبدالجواد اصفهانی (۱۴۰۷ ق)، نجفی مرعشی (۱۴۱۱ ق)
- استادان درس خارج فقه و اصول: سید حسین بروجردی (۱۳۸۰ ق)، سید محمد محقق داماد (۱۳۸۸ ق)، امام خمینی (۱۴۱۰ ق)، محمدعلی اراکی (۱۴۱۵ ق)، سید محمدرضا گلپایگانی (۱۴۱۴ ق)
- درس تفسیر: سید محمدحسین طباطبایی (۱۴۰۲ ق)